# Мирабилис многоцветковый
Мира́билис многоцветко́вый (лат. Mirabilis multiflora) — вид цветковых растений рода Мирабилис (Mirabilis) семейства Никтагиновые (Nyctaginaceae).

## Ботаническое описание

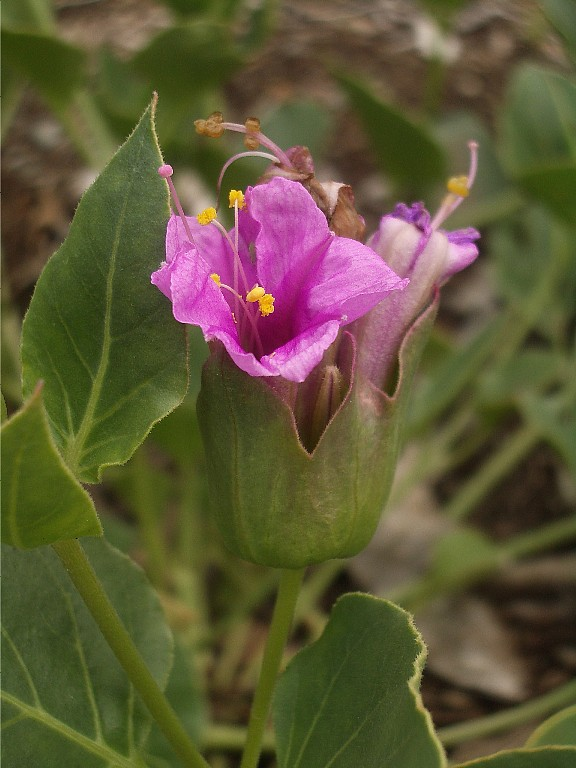
Mirabilis multiflora var. pubescens. Цветок и листья

Многолетнее травянистое растение до 80 см высотой.
Листья расположены супротивно на поднимающихся ответвлениях стеблей. Каждый сочный лист имеет овальную или округлую пластинку до 12 см длиной, голую или чуть опушённую.
Цветки в листовых пазухах верхних ветвей. Как правило, 6 цветков сидят в колоколовидном покрывале, образованном 5 частично сросшимися прицветниками. Каждый пятичленный цветок достигает 4—6 см в ширину, пурпурного цвета.

## Распространение и местообитание
Обитает на юго-западе США от Калифорнии до Колорадо и Техаса, а также на севере Мексики, где растёт в сухих песчаных и скалистых местах на высоте ниже 2500 м над уровнем моря.

## Разновидности
Выделяют следующие разновидности:
- Mirabilis multiflora var. obtusa (Standl.) J.F.Macbr.
- Mirabilis multiflora var. pubescens S.Watson[2]